# Тураева (деревня)
Тураева — деревня в Тюменском районе Тюменской области. Входит в состав Ембаевскому муниципальному образованию.

## География
Деревня находится на юго-западе Тюменской области, в пределах юго-западной части Западно-Сибирской низменности,у озера Старица, на расстоянии примерно 13 километров (по прямой) к востоку от города Тюмени, административного центра области и района.

### Климат
Климат резко континентальный, с холодной продолжительной зимой и тёплым относительно коротким летом. Среднегодовая температура — 0,7 °C. Средняя температура воздуха самого холодного месяца (января) — −17,2 °C (абсолютный минимум — −46 °C); самого тёплого месяца (июля) — 17,8 °C (абсолютный максимум — 39 °С). Безморозный период длится 121 день. Среднегодовое количество атмосферных осадков составляет 470 мм, из которых 365 мм выпадает в тёплый период. Продолжительность залегания снежного покрова составляет в среднем 151 день.

## История
До 1917 года входила в состав Бухарской волости Тюменского уезда Тобольской губернии. По данным на 1926 год деревня Тураевские Юрты состояла из 136 хозяйств. В административном отношении входила в состав Ембаевского сельсовета Тюменского района Тюменского округа Уральской области.

## Население
| 2002 | 2010 |
| ---- | ---- |
| 647  | ↗745 |

По данным переписи 1926 года в деревне проживало 682 человека (336 мужчин и 346 женщин), в том числе: татары составляли 94 % населения, русские — 6 %.
Согласно результатам переписи 2002 года, в национальной структуре населения татары составляли 73 % населения из 647 чел.